# Maria Lenssen

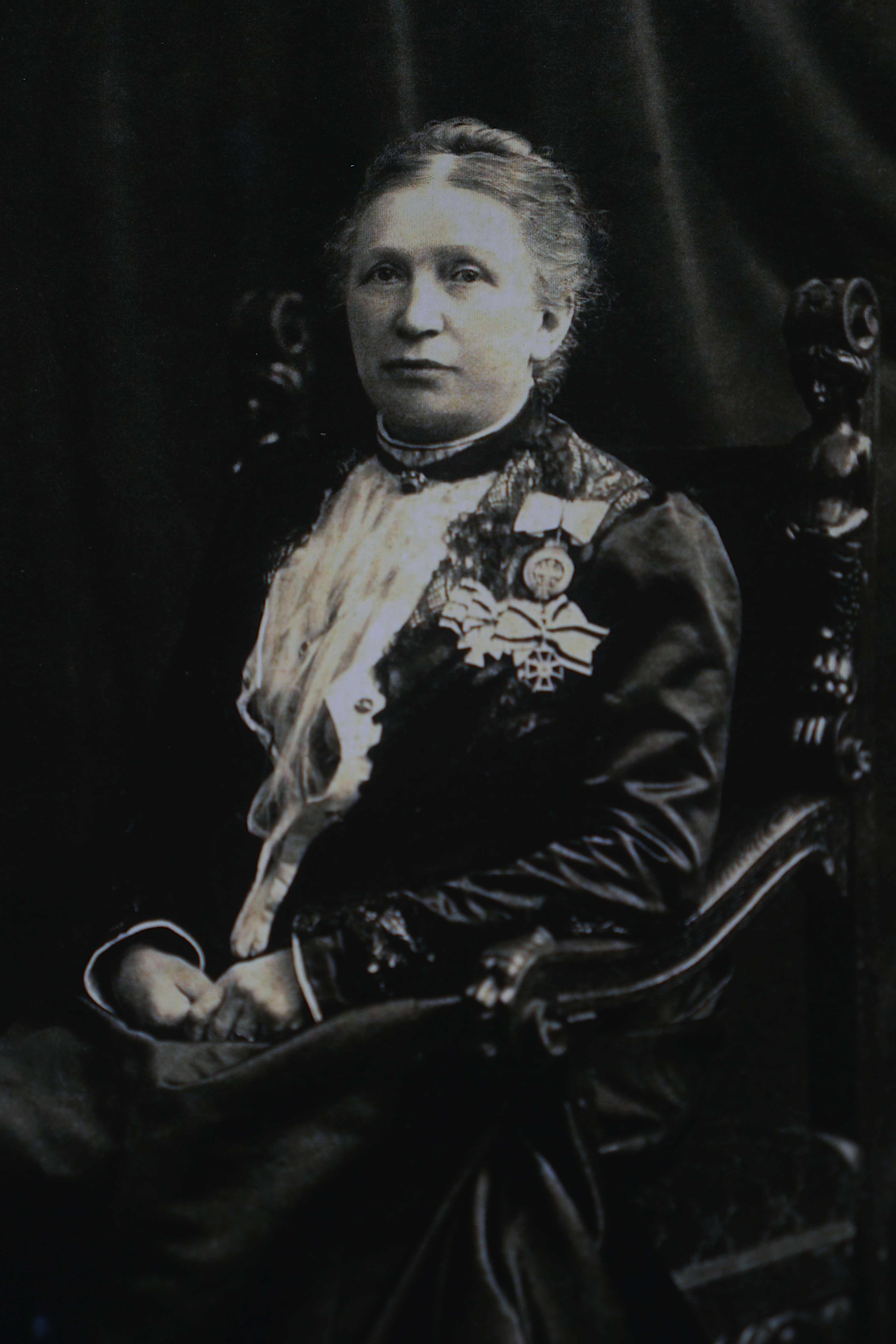
Maria Lenssen (Stadtarchiv Mönchengladbach)

Maria Wilhelmine Lenssen (* 17. Juli 1836 in Rheydt; † 1. März 1919 ebd.; genannt: Strickfrau von Rheydt) war eine Pionierin der gewerblichen Frauenausbildung und einzige Ehrenbürgerin der Stadt Rheydt (heute Stadtteil der kreisfreien Stadt Mönchengladbach). Als Maria-Lenssen Berufskolleg hat ihr Lebenswerk noch heute in Rheydt Bestand.

## Herkunft und Familie
Maria Lenssen wurde am 17. Juli 1836 als drittes von sieben Kindern im preußischen Rheydt geboren. Die Familie lebte in der Friedrich Wilhelmstraße 49 (heute: Friedrich-Ebert-Straße). Der Vater, Wilhelm Dietrich Lenssen (1805–1874), war Textilfabrikant und langjähriges Mitglied im Rheydter Gemeinderat. Die Mutter, Amalie Lenssen geb. Camphausen (1809–1892), stammte als Tochter eines Kaufmanns und Unternehmers aus Hünshoven bei Geilenkirchen. Lenssens Onkel Ludolf Camphausen war Ministerpräsident der preußischen Märzregierung und ihr Onkel Otto Camphausen preußischer Finanzminister.

## Leben und Werk
Maria Lenssen wuchs in einem begüterten Haushalt auf. Diese Tatsache nahm sie jedoch nicht zum Anlass, die Hände in den Schoß zu legen. Schon früh zeigte sie großes Interesse an der weiblichen Handarbeit. Bereits mit etwa 16 Jahren versammelte sie regelmäßig Kinder zum Handarbeitsunterricht um sich. Später lernte Lenssen auf einer Reise in die Schweiz in Zürich einen in Schulklassen organisierten Handarbeitsunterricht kennen. Von dort nahm sie viel Wissen und etliche Anregungen zum Thema systematisch und pädagogisch organisierten Unterricht mit nach Hause. Lenssen entwickelte die Idee, ihren bislang privat abgehaltenen Handarbeitsunterricht in den öffentlichen Schulen zu etablieren. Sie trug dem Lokalschulinspektor ihr Konzept vor und bat ihn, ihr die Aufsicht über den Handarbeitsunterricht an den Rheydter Elementarschulen zu übertragen.
Ab 1867 organisierte sie den Unterricht in Handarbeiten zunächst in der Elementarschule Heyden, später folgten die Schulen in Geneicken, Rheydt, Bonnenbroich und Morr. Lenssen erreichte, dass der Handarbeitsunterricht auch bei den Entlassungsprüfungen in den Elementarschulen Berücksichtigung fand. Zu dieser Zeit erhielt sie den Spitznamen Die Strickfrau von Rheydt von der Bevölkerung, die das Engagement Lenssens durchaus zu schätzen wusste.
Maria Lenssen hatte derweil schon das nächste Ziel vor Augen. Der Unterricht in den Elementarschulen reichte gerade, um den Schülerinnen grundlegende Fähigkeiten beizubringen, die für die häuslichen Anforderungen an die Handarbeiten ausreichten. Lenssens Idee war jedoch, den jungen Mädchen und Frauen weiterführende Fähigkeiten zu vermitteln, die sie in die Lage versetzen sollten, Kleidung, Wäsche, Stickereien oder sonstige wertvolle Handarbeiten herzustellen, um damit den Eigenbedarf in ihren Familien zu decken und darüber hinaus sogar mit dieser Arbeit Geld zu verdienen. Zu diesem Zweck plante sie eine Fortbildungsschule für die schulentlassene weibliche Jugend. Die Schulpflicht endete zu dieser Zeit in Preußen nach dem zwölften Lebensjahr. Für ihre Pläne konnte Lenssen den Bürgermeister von Rheydt, Herrn Carl Theodor von Velsen, gewinnen, der daraufhin 27 Bürgerinnen und Bürger der Stadt am 15. November 1869 ins Gemeindehaus einlud, damit Lenssen ihr Anliegen vortragen konnte. Auf dieser Versammlung wurde die Fortbildungsschule in den weiblichen Handarbeiten gegründet sowie deren achtköpfiger Vorstand mit Maria Lenssen als Leiterin bestimmt. Im Januar 1870 begann die Lehrtätigkeit der neu gegründeten Schule in einem bis dato unbenutzten Raum der Elementarschule Unter-Rheydt, den die Stadt zur Verfügung stellte. In den folgenden 10 Jahren stieg die Anzahl der Schülerinnen kontinuierlich. Es wurden weitere Unterrichtsräume in verschiedenen städtischen Schulen zur Verfügung gestellt, eine zweite Lehrerin engagiert, der Lehrplan erweitert und Halbtagskurse eingerichtet. Schülerinnen aus allen gesellschaftlichen Schichten – Arbeiterkinder ebenso wie Töchter aus wohlhabenden Familien – wurden, was für die damalige Zeit vollkommen ungewöhnlich war, gemeinsam unterrichtet. Dies war von Anfang an Maria Lenssens Ziel gewesen. Das zu zahlende Schulgeld richtete sich nach den finanziellen Möglichkeiten der jeweiligen Familie. Die Fortbildungseinrichtung Lenssens war die erste ihrer Art in Rheydt und beispielhaft für die ersten Jahre des beruflichen Mädchenschulwesens überhaupt. Der preußische Staat engagierte sich zu dieser Zeit noch nicht in der beruflichen Ausbildung von Frauen. Diese war noch vollkommen privat organisiert und finanziert. Maria Lenssen war gezwungen, fortwährend für ihre Schule um Anerkennung und finanzielle Mittel zu werben, was ihr auch vortrefflich gelang.
Im Jahr 1880 bezog Maria Lenssen mit ihrer bis dato provisorisch untergebrachten Schule ein eigenes Gebäude. Lenssen hatte mit Hilfe der Stadt Rheydt und finanzieller Unterstützung durch Freunde, Gönner und Familie an der Ecke Werner-Gilles-Straße/Brucknerallee ein Grundstück erworben und darauf ein vierstöckiges Schulgebäude errichten lassen. Die Schule trug nun den Namen Industrie- und Fortbildungsschule für Frauen und Mädchen. Sie bestand mittlerweile aus drei Abteilungen: Handarbeiten, Schneiderei und Buntstickerei, die kaufmännische Abteilung für den niederen und höheren Handel und schließlich das Seminar für die Ausbildung von Handarbeitslehrerinnen. Maria Lenssen arbeitete beständig am Ansehen und der fachlichen Qualität ihrer Schule, die für das Fortbestehen entscheidend waren. Sie besuchte Fachschulen im In- und Ausland, um Anregungen, neue Lehrmittel oder auch qualifizierte Fachkräfte mit nach Rheydt zu bringen. Außerdem führte sie den Unterricht in Turnen und Freiübungen ein, ganz nach dem Motto: mens sana in corpore sano. Im Jahr 1898 wurde ein weiteres Schulgebäude eingeweiht. Es war neben dem ersten erbaut und unter anderem mit Küchen und Wirtschaftsräumen ausgestattet worden, denn Maria Lenssen hatte als vierten Zweig ihrer Bildungsanstalt die hauswirtschaftliche Abteilung geplant. Da sie von der guten Leistung der Schule überzeugt waren, hatten Stadt, Provinzialregierung und Königliche Regierung sich an der Finanzierung beteiligt.
Maria Lenssen machte sich derweil Gedanken um ihre Nachfolge in der Führung der Schule. Sie hatte bereits seit 1884 immer wieder vergeblich versucht, die Stadt Rheydt zur Trägerschaft zu bewegen. Ende der 1890er Jahre jedoch konnte sie erfolgreich das Interesse des preußischen Staates an ihrer Schule wecken, denn von Berlin aus wurde mittlerweile die Gründung von beruflichen Fachschulen – auch für Mädchen – angestrebt und vorangetrieben. Lenssen übertrug die Schule am 6. Oktober 1902 durch Schenkung an den Staat Preußen. Im Schenkungsvertrag ließ sie festschreiben, dass die Schule in ihrem Sinne weitergeführt wurde. Beispielsweise verpflichtete sie den Staat, bedürftige Schülerinnen und auch pensionierte Lehrerinnen vernünftig finanziell zu versorgen. Außerdem sicherte sie sich im neu einzurichtenden Kuratorium Sitz und Stimme auf Lebenszeit. Die Schule hieß nun Königliche Handels- und Gewerbeschule für Mädchen und Frauen.

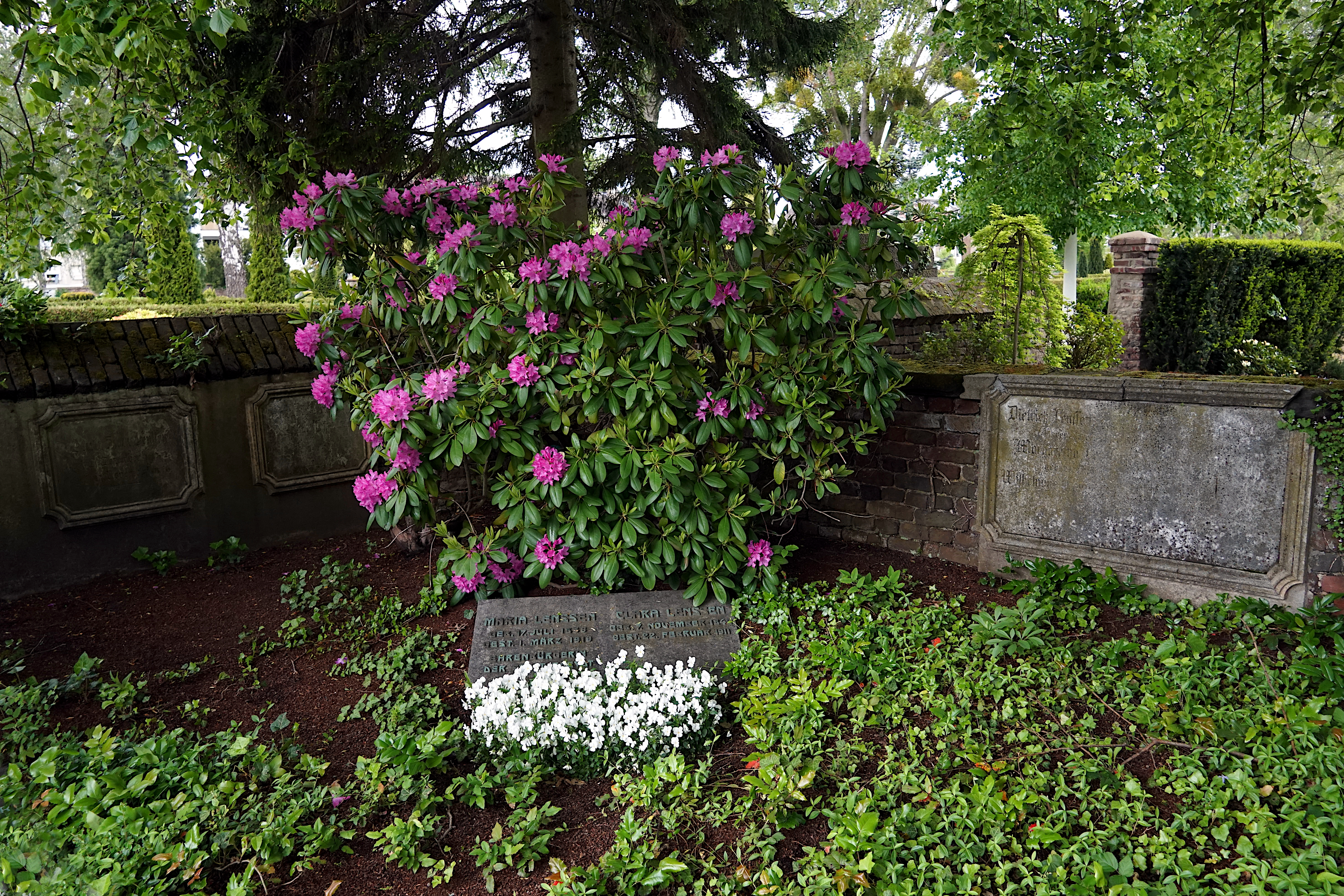
Maria Lenssens Grab auf der Familiengruft

Auch nachdem Maria Lenssen ihr Lebenswerk im Alter von 66 Jahren aus der Hand gegeben hatte, hielt sie engen Kontakt zur Schulleitung, den Lehrerinnen und Schülerinnen. Darüber hinaus fand sie in zwei Wohltätigkeitsorganisationen, der Frauenhülfe und dem Verein für Gemeinwohl neue Betätigungsfelder auf dem Gebiet der Fortbildung für Fabrikarbeiterinnen. Sie organisierte Abendschulkurse für die Mädchen und kümmerte sich um deren Finanzierung. Außerdem wirkte Lenssen auf die Arbeitgeber dergestalt ein, dass diese sich verpflichtet sahen, sich an der Finanzierung der Kurse zu beteiligen. Die Abendschule fand in städtischen Schulgebäuden statt, und es gab einen Samariterkurs, Unterricht in verbesserter Frauenkleidung sowie Bürgerkunde. Bis zu ihrem Tod im Jahr 1919 leitete Maria Lenssen die Abendschule. Danach fand sich niemand mehr, der diese Arbeit fortsetzte.
Maria Lenssen blieb unverheiratet. Sie setzte sich ihr gesamtes Leben lang tatkräftig für das Gemeinwohl in Rheydt ein, ganz ohne Rücksicht auf Klassenunterschiede. Für ihr Engagement erhielt sie zahlreiche öffentliche Auszeichnungen. Zu ihrem 80sten Geburtstag wurde von der Stadt Rheydt mit einem Grundstock von 10.000 Mark die Maria-Lenssen-Stiftung zur Förderung von bedürftigen Schülerinnen gegründet. Am 1. März 1919 verstarb Maria Lenssen 82-jährig nach kurzer Krankheit. Ihr Grab befindet sich auf dem Evangelischen Friedhof Rheydt.

## Auszeichnungen
- 1872: Frauen-Verdienstkreuz (Preußen) in Silber
- 1900: Louisenorden, 2. Abteilung, 2. Klasse
- 1902: Frauen-Verdienstkreuz (Preußen) in Gold
- 1913: Ehrenbürgerrechte der Stadt Rheydt
- 1917: Verdienstkreuz für Kriegshilfe